# Новая генерация (мини-футбольный клуб)
ФК «Новая генерация» — российский мини-футбольный клуб из Сыктывкара. Основан в 2006 году. С сезона 2009/10 — участник российской мини-футбольной Суперлиги.

## История
Мини-футбольный клуб «Новая генерация» основан в 2006 году. Уже в первом своём сезоне сыктывкарцы заняли второе место в финальном турнире Первой лиги и сумели пробиться в Высшую лигу. Сезоны 2007/08 и 2008/09 сыктывкарская команда завершила на 8 и 7 месте соответственно, не сумев попасть в плей-офф, где разыгрывалась путёвка в Суперлигу. Однако, из-за расширения Суперлиги с сезона 2009/10, «Новая генерация» получила право на участие в сильнейшем дивизионе российского мини-футбола.
В своём первом сезоне в Суперлиге сыктывкарцы заняли последнее место, набрав всего 4 очка. По ходу следующего сезона (2010/11) их возглавил известный экс-игрок сборной России по мини-футболу Вадим Яшин, также в команду перешло несколько известных футболистов. Хотя «Новая генерация» вновь завершила чемпионат на последнем месте, набрав 6 очков, на этот раз её игроки демонстрировали более уверенную игру и несколько раз отбирали очки у лидеров российского мини-футбола.
По настоящему прорыв в развитии команды произошел в сезоне 2013/2014, когда у руля клуба встал местный наставник Михаил Безрук. В драматическом матче «Новая генерация» выбила из гонки за место в плей-офф подмосковные «Мытищи», а затем в четвертьфинальной серии сенсационно разгромила действующего чемпиона страны «Динамо» в трёх играх подряд и впервые в своей истории вышла в полуфинал, где в серии уступила югорской «Газпром-Югре». Не смогли подопечные Михаила Безрука побороться и за бронзу чемпионата, уступив третье место новосибирскому «Сибиряку».
В следующий раз клуб вышел в полуфинал плей-офф в сезоне 2018/2019, обыграв со счётом 3:1 в серии действующих чемпионов и лидеров регулярного чемпионата  «Газпром-Югру». В полуфинальной серии команда Вадима Яшина уступила КПРФ, а в противостоянии за третье место сильнее был клуб «Динамо Самара».
В клубе выведены из обращения номер 4 в честь Виктора Прокушева и номер 9 в честь Александра Коданёва. Символические футболки с соответствующими номерами вывешены под сводами УСК «Орбита».

Прошлый логотип

## Выступления в чемпионатах России
| Сезон     | Лига              | Занятое место                                 |
| --------- | ----------------- | --------------------------------------------- |
| 2006/2007 | Первая лига (III) | 2 (1 в зоне «Золотое Кольцо»)                 |
| 2007/2008 | Высшая лига (II)  | 8                                             |
| 2008/2009 | Высшая Лига (II)  | 7 ( Расширение Суперлиги)                     |
| 2009/2010 | Суперлига (I)     | 12                                            |
| 2010/2011 | Суперлига (I)     | 11                                            |
| 2011/2012 | Суперлига (I)     | 9                                             |
| 2012/2013 | Суперлига (I)     | 1/4 финала (7 место в регулярном чемпионате)  |
| 2013/2014 | Суперлига (I)     | 4 (8 место в регулярном чемпионате)           |
| 2014/2015 | Суперлига (I)     | 1/4 финала (8 место в регулярном чемпионате)  |
| 2015/2016 | Суперлига (I)     | 1/4 финала (8 место в регулярном чемпионате)  |
| 2016/2017 | Суперлига (I)     | 10 место в регулярном чемпионате              |
| 2017/2018 | Суперлига (I)     | 1/4 финала (10 место в регулярном чемпионате) |
| 2018/2019 | Суперлига (I)     | 4 (8 место в регулярном чемпионате)           |
| 2019/2020 | Суперлига (I)     | 1/4 финала (8 место в регулярном чемпионате)  |
| 2020/2021 | Суперлига (I)     | 1/4 финала (7 место в регулярном чемпионате)  |
| 2021/2022 | Суперлига (I)     | 1/4 финала (9 место в регулярном чемпионате)  |
| 2022/2023 | Суперлига (I)     | 1/4 финала (8 место в регулярном чемпионате)  |
| 2023/2024 | Суперлига (I)     | 1/4 финала (8 место в регулярном чемпионате)  |
| 2024/2025 | Суперлига (I)     | 10                                            |

## Выступления в Кубке России
| Сезон     | Занятое место                 |
| --------- | ----------------------------- |
| 2007/2008 | I этап                        |
| 2008/2009 | I этап (Кубок АМФР) — 1 раунд |
| 2009/2010 | 1/4 финала                    |
| 2010/2011 | 1/8 финала                    |
| 2011/2012 | 1/4 финала                    |
| 2012/2013 | 1/8 финала                    |
| 2013/2014 | 1/4 финала                    |
| 2014/2015 | 1/2 финала                    |
| 2015/2016 | 1/4 финала                    |
| 2016/2017 | 1/8 финала                    |
| 2017/2018 | 1/8 финала                    |
| 2018/2019 | 1/4 финала                    |
| 2019/2020 | 1/4 финала                    |
| 2020/2021 | 1/4 финала                    |
| 2021/2022 | 1/8 финала                    |
| 2022/2023 | 1/4 финала                    |
| 2023/2024 | 1/4 финала                    |
| 2024/2025 | 4 место                       |

## Выступления в Кубке Лиги
| Сезон     | Занятое место |
| --------- | ------------- |
| 2024      | 4             |
| 2024/2025 | 8             |

## Известные игроки
- Денис Бурков
- Александр Кригер
- Павел Хомутинников
- Дмитрий Путилов
- Виктор Прокушев
- Александр Коданёв
- Алексей Степанов
- Жоэл Кейрош
- Тьягу Бриту
- Коко
- Эгаш Касинтура